# Jung-Pfalz-Hütte
Die Jung-Pfalz-Hütte ist eine Schutzhütte, die vom Jugendpflegeverein Jung-Pfalz bewirtschaftet wird.

## Lage
Die Hütte liegt auf dem 493,3 Meter hohen Schinderkopf auf der Gemarkung der Stadt Annweiler am Trifels; unmittelbar nördlich verläuft die Gemarkungsgrenze zur Ortsgemeinde Rinnthal. Rund zwei Kilometer südlich liegt der Annweilerer Stadtteil Sarnstall. Etwas weiter südöstlich befindet sich die Holderquelle.

## Geschichte
Die Grundsteinlegung für die Errichtung der Hütte fand am 2. Juli 1922 statt. Die Eröffnung folgte am 5. Juli 1925. Seit 1954 wird die Hütte bewirtschaftet. Von 1993 bis 1995 wurde die Jung-Pfalz-Hütte baulich erweitert. Im August 2000 wurde das 75-jährige Jubiläum des Bauwerks gefeiert.

## Betrieb
Die Hütte ist samstags und sonntags jeweils von 11 bis 17 Uhr geöffnet. Am Wochenende sind ebenso Übernachtungen möglich.

## Anbindung
Die Jung-Pfalz-Hütte kann nicht mit dem Automobil angesteuert werden.
Unmittelbar an der Hütte vorbei führt der Rinnthaler Hüttenweg. Etwas weiter östlich verlaufen der mit einem blauen Balken markierte Fernwanderweg Staudernheim–Soultz-sous-Forêts und ein mit einem weiß-blauen Balken markierter Weg, der von Bad Münster am Stein bis nach Sankt Germanshof verläuft.